# Subancistrocerus monstricornis
Subancistrocerus monstricornis är en stekelart som beskrevs av Giordani Soika 1941. Subancistrocerus monstricornis ingår i släktet Subancistrocerus och familjen Eumenidae. Inga underarter finns listade i Catalogue of Life.